# Paul Kother

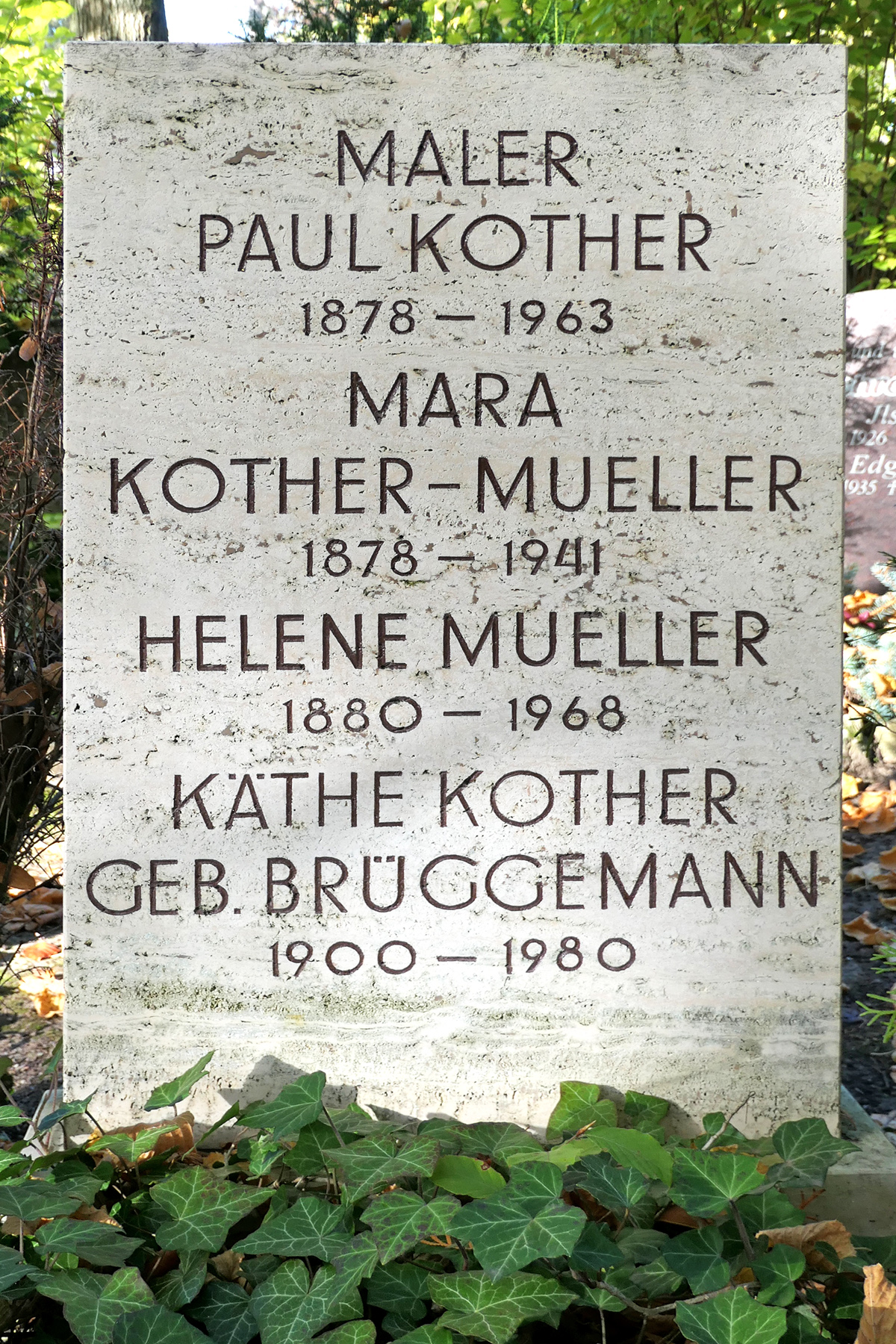
Grab der Familie Kother

Friedrich Paul Kother (* 1. Mai 1878 in Leipzig; † 7. Juli 1963 in Weimar) war ein deutscher Maler und Grafiker des Expressionismus. Er kann der sogenannten vergessenen oder auch verschollenen Generation zugerechnet werden.

## Leben und Wirken
Paul Kother kam 1878 als drittältester Sohn der Bahnarbeiters August Carl Kother und dessen Ehefrau Amalie, geb. Dorn, in einfachen Verhältnissen zur Welt. Nach dem Besuch der Volksschule absolvierte er 1892 an der Städtischen Gewerbeschule Leipzig eine einjährige Ausbildung zum Modezeichner. Sein zeichnerisches Talent wurde frühzeitig erkannt und bald durch Persönlichkeiten wie dem Bildhauer Carl Seffner und dem Verleger Max Abraham gefördert. Noch vor dem Antritt des Studiums betätigte er sich intensiv als Porträtzeichner u. a. im Leipziger Reiche-Spittel. Im Alter von sechzehn Jahren trat Kother 1894 in die Leipziger Kunstakademie ein, an der er die klassische Grundlehre absolvierte. 1896 wechselte er zur Fortsetzung des Studiums an die Königliche Akademie der Bildenden Künste in Dresden. Zu seinen Lehrern zählten Carl Bantzer und Hermann Prell. Hier machte er auch die Bekanntschaft mit Otto Mueller und dessen Schwester Mara, die 1909 seine Frau wurde. 1898 bis 1899 bezog er mit Mueller eine gemeinsame Atelierwohnung in München.
1909 zog die junge Familie Kother nach Dresden, wo sie in ärmlichen Verhältnissen lebten. Seine Bilder und die Bildstickereien von Mara fanden in Gerhart Hauptmann, Walter Rathenau und Käthe Kollwitz nicht nur Käufer, sondern auch Unterstützer. 1912 erfolgten erste Ausstellungsbeteiligungen an der Großen Dresdner Kunstausstellung und im Leipziger Kunstverein. Eine positive Beurteilung seiner Bilder durch den Kunstkritiker Max Osborn im Leipziger Tageblatt verhalf ihm zu einer gemeinsamen Ausstellung mit Max Pechstein, Max Beckmann, Cuno Amiet und Maria Slavona in der Dresdner Galerie Ernst Arnold. 1914 zog die Familie nach Berlin um. Hier hatte Kother Kontakt zu Ernst Ludwig Kirchner und Conrad Felixmüller. Im Ersten Weltkrieg war er anfangs als Kriegsmaler in Gefangenenlagern und an der Westfront tätig, ehe er Ende 1915 zum Militärdienst einberufen wurde. In diese Zeit fiel 1916 die 42. Sturm-Ausstellung in Berlin, an der neben ihm auch Conrad Felixmüller und Lyonel Feininger teilnahmen.
Einer Beteiligung an der Ausstellung der Freien Secession 1920 folgte 1921 eine Einzelausstellung in der Galerie Ferdinand Möller in Berlin. 1922 wurde ihm durch Max Liebermann der Ehrenpreis der Preußischen Akademie der Künste verliehen. 1928 erfolgte der Umzug nach Weimar. Während der Zeit des Nationalsozialismus erhielt Kother Ausstellungsverbot und zog sich mehr und mehr aus dem künstlerischen Leben zurück. Sein Auskommen sicherte er mit dem Verkauf unverfänglicher Genre-Bilder. In der DDR wurde er 1952 Mitglied des Verbandes Bildender Künstler. Er arbeitete im Städtischen Atelierhaus Weimar, nahm aber nur noch selten an Ausstellungen teil.
Paul Kother und seine Frau Mara (1878–1941) hatten gemeinsam drei Söhne und eine Tochter. Während der erste Sohn 1910 bereits sechs Tage nach der Geburt starb, fielen die beiden anderen Söhne 1940 und 1941 im Zweiten Weltkrieg an der Ostfront. Kother starb weitgehend vergessen 1963 in Weimar. Das Grab der Familie befindet sich auf dem Weimarer Hauptfriedhof.

## Werk
In seiner Ausbildung noch mit dem wilhelminischen Akademismus konfrontiert, beeinflussten – einhergehend mit gesellschaftlichen Umbrüchen und Krieg – Jugendstil, früher Kubismus, Expressionismus und die moderne französische Malerei auch den jungen Kother. Grundlegende handwerkliche Fertigkeiten, verbunden mit großer Einfühlsamkeit, eignete er sich besonders beim Porträtieren benachteiligter Menschen sowie in Verbindung mit den Natur- und Landschaftsstudien seines Dresdner Lehrers Carl Bantzer an. Bald enthielten seine Arbeiten auch großformatige Figurenkompositionen. Wie bei Mueller oder Kirchner prägten Akte, vornehmlich am Strand, eine Zeit lang sein Schaffen. Wesentlichen Einfluss auf die Herausbildung seines melancholischen Expressionismus hatten das introvertierte Wesen und der geheimnisvolle Charakter seiner Frau Mara, die er wieder und wieder porträtierte oder in Bildern ihre Gesichtszüge einfließen ließ. Trotz Wertschätzung und persönlicher Kontakte zur Künstlergruppe Brücke schloss er sich dieser nicht an. Kothers Expressionismus war gemäßigter als der von Kirchner, Pechstein oder Heckel. Seine Malerei blieb gegenständlich, die Umrisslinie blieb vorherrschend und seine Bilder hatten ein ihm eigenes Kolorit.
Kothers Hauptschaffenszeit waren die Jahre zwischen 1905 und 1935, unterbrochen durch den Ersten Weltkrieg. Als Kriegsmaler fertigte er erst in Gefangenenlagern und später an der Front in Frankreich unzählige Zeichnungen, Aquarelle und Skizzen, bei denen nicht die Verherrlichung des Krieges, sondern die Verbundenheit mit dessen Opfern und Verlierern im Vordergrund stand. Auch zur Zeit der Weimarer Republik entstanden Arbeiten mit unmittelbar menschlichem Potenzial. Immer wieder wandte er sich auch religiösen Themen zu.
Neben einer großen Anzahl von Ölgemälden und Pastellzeichnungen hinterließ Kother auch ein umfangreiches grafisches Werk in den Techniken Zeichnung (Kohle, Tusche, Aquarell), Linolschnitt und besonders Radierung. Eine zeitliche Zuordnung seiner Arbeiten wird dadurch erschwert, dass er oftmals auf Signatur und Datierung verzichtete. Seine Werke waren und sind posthum deutschlandweit in Ausstellungen zu sehen. Sie befinden sich in Privatbesitz, sind Bestandteile von Sammlungen und in Besitz öffentlicher Einrichtungen (z. B. Klassik Stiftung Weimar).
Arbeiten (Auswahl)
- Öl: Mutter mit Kind (1911), Badende an den Moritzburger Seen (um 1910/11), Madonna mit Kind (um 1914/15), Trauriger Clown (Bajazzo) (um 1919), Zigeuner-Madonna (um 1920), Drei junge Frauen (um 1920), Dorflandschaft, Liegendes Mädchen mit kleinem Hund, Mara Kother, Junge mit orangefarbenem Kopftuch, Stillleben mit Lampion, Paar mit Katze, Am Hafen, Mediterrane Stadt (1923), Jüdischer Friedhof (1924), Heilige Familie, Kreuzigungsszene, Rote und schwarze Kuh, Getreidehocken – Bei der Ernte, Bauernhaus im Frühling, Ostseelandschaft.
- Pastell: Selbstporträt mit Zigarette (1905), Adam und Eva hockend, Vier Badende am Strand, Christus auf dem Meer, Mara eine Pfeife rauchend (1927),  Dorfidylle, Blumenstillleben (1950)[4][5]
- Radierung: Tanzendes Liebespaar, Mutter mit Kind, Knaben mit Ball (für Mara), Brücke am Fluss, Drei Segelboote, Alte Mutter (um 1955).
- Linolschnitt: Porträt eines jungen Mannes (Sohn Johannes), Knabe, Fahrende Kutsche.
- Aquarell: Kauernder Frauenakt, Sitzender Gefangener (1915), Soldat mit gesattelten Pferden (1915).
- Kohle: Ruhender Knabe, Sitzender Hirte mit zwei Ziegen, Zwei Reetdachhäuser.
- Tusche: Trauer (1917), Ansicht eines französischen Dorfes im 1. Weltkrieg (um 1916).

## Ausstellungen (unvollständig)
Einzelausstellungen:
- 1921: Galerie Ferdinand Möller, Berlin

Ausstellungsbeteiligungen:
- 1912: Große Kunstausstellung Dresden und Ausstellung des Leipziger Kunstvereins
- 1916: Galerie Sturm Berlin
- 1920: Freie Secession Berlin
- 1939: 9. Thüringer Kunstausstellung, Thüringisches Landesmuseum, Weimar
- 1946: Weimarer Künstler stellen aus, Thüringisches Landesmuseum, Weimar[6]
- 1950: Die Radierung in den letzten 50 Jahren, Weimar
- 1954: Altenburg/Thür., Lindenau-Museum („100 Jahre Staatliches Lindenau-Museum“)
- 1956: Jahresausstellung Weimarer Künstler

Ausstellungen und Beteiligungen posthum:
- 2013: Von der Secession in die Moderne, Kunstmuseum Dieselkraftwerk Cottbus
- 2015: Natürlich (N)a(c)kt, Kunstmuseum Dieselkraftwerk Cottbus
- 2016: Paul Kother – Ein unbekannter Expressionist in Weimar, Haus Am Horn, Weimar[7]
- 2018: Paul Kother – Melancholischer Expressionismus, Zitadelle Spandau (Galerie Kronprinz), Berlin
- 2019: Paul Kother (1878–1963) – Melancholischer Expressionismus, Museum Heylshof, Worms[8]
- 2021: Melancholischer Expressionismus – Paul Kother, Overbeck-Museum, Bremen[9]
- 2022: Paul Kother – Das zeichnerische & grafische Werk, Villa Opel, Apolda